# Castillo de la Encomienda (Aliaga)
El castillo de Aliaga o de la Encomienda es un castillo medieval del siglo XII de origen musulmán ubicado en Aliaga (Teruel). El complejo ocupa 4000 metros cuadrados, siendo uno de los más grandes de toda la provincia. Actualmente es de titularidad pública.

## Historia
En 1118 el castillo es conquistado por Alfonso I de Aragón y cedido a Lope Johanes de Tarazona, del mismo modo que las fortalezas de Pitarque, Jarque, Galve, Alcalá de la Selva y Apelia. Sin embargo, tras la muerte del rey 1134 las tropas aragonesas retroceden, por lo que Aliaga y su castillo vuelven a quedar en poder de los almorávides en ese mismo año.
La conquista cristiana definitiva se producirá con Alfonso II. En 1162 el castillo ya había sido donado a la Orden Militar del Hospital de San Juan de Jerusalén. Se conoce que desde al menos 1180 la fortaleza ya era la sede de la encomienda de la que dependían los castillos de Pitarque, Fortanete, Villarroya de los Pinares y Sollavientos.
En 1462, durante la Guerra civil de Navarra, el castillo fue ocupado por el señor de Híjar, partidario de la causa Carlos de Viana contra el rey Juan II. Finalmente, tras su reconciliación con Juan II, recibió el condado de Aliaga y Castellote. En 1487 los señores de Híjar recibieron el título de duques de Aliaga.

### Guerras carlistas

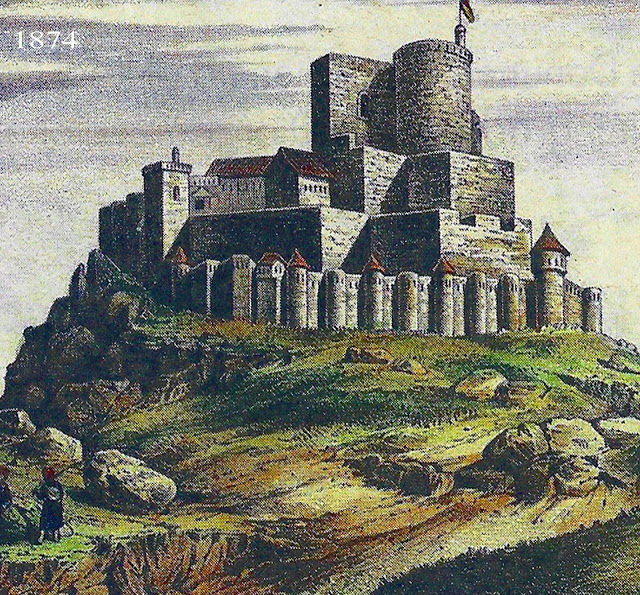
Litografía del complejo antes de las guerras carlistas

Durante la primera guerra carlista todo el Maestrazgo y los alrededores tuvieron un papel muy destacado con el establecimiento del general carlista Ramón Cabrera en la zona. Ello conllevó una fortificación de las fortalezas de toda esta área, incluido el Castillo de Aliaga. 
En 1840 la localidad fue sitiada por el general Leopoldo O'Donnell, al mando de las fuerzas liberales de Isabel II. Por el contrario, el comandante Francisco Macarulla defendió la plaza al mando de las fuerzas legitimistas, quien rindió la plaza el 16 de abril tras quedar está muy dañada por el fuego de la artillería enemiga.

### Estado de semirruina
Tras el bombardeo al que fue sometido el complejo sufrió graves daños y su deterioro ha continuado dado que no se han acometido reparaciones. Hoy se encuentra en situación de semirruina, y una de la torres corre serio peligro de derrumbe. Precisamente por haber sido destruido de forma violenta en lugar de abandonado se prevé que puedan aparecer restos arqueológico de gran interés en futuras excavaciones.

### Titularidad pública
En 1972 Patrimonio del Estado subastó todo el complejo, siendo adquirido por un particular en 1972 a cambio de 120.000 pesetas, cuyos descendientes en 2022 han vendido por 50.000 € la propiedad al ayuntamiento de Aliaga. El Ayuntamiento de Aliaga, y siendo considerado Bien de Interés Cultural, quiere promover la rehabilitación de la fortaleza ante el enorme valor cultural, histórico, patrimonial y turístico que tiene para el municipio. Dado el elevado coste previsto para ello el objetivo municipal es contar con la ayuda del Estado y de la Diputación General de Aragón.

## Características
El castillo fue construido utilizando materiales tradicionales de la arquitectura árabe en este territorio, como son el tapial y la mampostería. La estructura de la fortaleza es compleja y de planta irregular, sumando 4.000 metros cuadrados. Se compone de 3 recintos amurallados escalonados sobre el terreno, aprovechando el desnivel de la ladera:
- El primer recinto original, ubicado en lo más alto de la peña. Alberga la torre del homenaje, de la que se conserva la base, siendo accesible mediante una escalera metálica.
- Un segundo recinto amurallada, del que actualmente únicamente 2 pequeños lienzos quedan en pie.
- El recinto exterior, formado por un muro de escasa altura de 100 por 50 metros aproximadamente, compuesto de varios cubos semicirculares de 3 metros de diámetro y muy cercanos entre sí. En el flanco sureste de la misma se ubican los restos de una gran torre de planta rectangular, de unos 8 por 7 metros y construida en tapial. Este tercer recinto amurallado es la que mejor se conserva.

## Catalogación
El castillo fue declarado Bien de Interés Cultural (BIC) en 2006.